# 希夫·安德拉斯
希夫·安德拉斯爵士（匈牙利語：Sir Schiff András，1953年12月21日—），英国籍匈牙利裔钢琴家和指挥家，他演奏的作品曾赢得多项国际大奖。同时，他也是匈牙利政府的批评者，曾經在2012年1月表示將永遠不會踏上他的祖國。

## 生平
希夫出生于匈牙利布达佩斯的一个犹太人家庭。他从5岁起开始跟随私人教师学习钢琴，随后进入李斯特音樂學院继续学习音乐。1974年，希夫前往伦敦，师从音乐家乔治·马尔科姆（George Malcolm）学习钢琴。1975年，希夫参加了利茲國際鋼琴比賽，最终进入了决赛名单。1979年，希夫试图从匈牙利移民至美国。由于长期的出国演出访问，他没能获得美国国籍。1987年，希夫获得了奥地利国籍，并在英国的伦敦和萨尔茨堡购置了房产。2001年，他获得英国国籍。希夫现在与妻子盐川悠子（塩川 悠子）在伦敦和意大利佛罗伦萨两地居住。

## 作品節選

### 商業錄音
- (CD). 20世紀偉大鋼琴家（英语：Great Pianists of the 20th Century） 88. Philips Classics. 1999. 456 925-2.